# 尤寧 (密蘇里州)
尤寧（英語：Union）是位於美國密蘇里州富蘭克林縣的城市。同時該地也是富蘭克林縣的縣治。

## 人口
根據2020年美國人口普查的數據，尤寧的面積為23.38平方千米，皆為陸地。當地共有人口12348人，而人口密度為每平方千米528人。